# Competición de alimentos
Las competiciones de alimentos o bebidas premian productos principalmente por su valor gustativo en forma de premio o medalla. Estas competencias o premios pueden ser clasificadas en diferentes categorías. La mayoría de las categorías son específicas al producto- tales como: vinos, cervezas y quesos. Otras están enfocadas en productos locales, regionales y nacionales. Por último, las competencias internacionales, las cuales evalúan todo tipo de alimentos y bebidas disponibles para el consumidor a nivel mundial. El vino es probablemente la bebida más degustada seguida por la cerveza y los licores.
Existe una variedad de competencias de alimentos y bebidas alrededor del mundo, donde el sabor y la calidad de los productos son evaluados. La mayoría de las evaluaciones se realizan a ciegas, algunas veces son complementadas por análisis de laboratorio. El jurado, por lo general está conformado por un panel de expertos en degustación tales como Chefs o Sumilleres. El origen de estas degustaciones no es del todo claro; de todos modos, uno de los primeros reconocimientos registrados es el The Brewing Industry International Award el cual es originario de 1888[1]. Para productos alimenticios, dietéticos, saludables, cosméticos y artículos de higiene, Monde Selection es el más antiguo instituto official reconocido por la competencia de alimentos. Durante las últimas décadas, así como la variedad de productos en el mercado se ha incrementado, lo mismo ha sucedido con la cantidad de competencias y evaluaciones.
Para cubrir los costos de tales eventos (o al menos parte de ellos), la mayoría de las organizaciones cobran una tarifa por la inscripción. Como alternativa, los productores pagan una tarifa sólo si sus productos son premiados o si deciden promocionar el premio (por ejemplo, los derechos para exhibir el logo del premio en los envases[2]). En ambos casos, uno podría pensar que estos reconocimientos pueden ser comprados. Sin embargo, este no el caso ya que los productos son evaluados de manera independiente y son degustados a ciegas, y los jueces se enfocan exclusivamente en las características sensoriales u organolépticas (tales como el sabor, olfato, vista, aspecto.) y en la calidad de los productos sin la influencia del envase, marca, publicidad o ningún otro parámetro.

## Premios para productos específicos (ej. vino, cerveza, queso)
| Categoría                                  | Nombre | Participantes                                                                                | Jurado/Jueces | Premio(s) | Más información |
| ------------------------------------------ | --- | -------------------------------------------------------------------------------------------- | --- | --- | --- |
| Vino                                       | Concours Mondial de Bruxelles (Concurso Mundial de Bruselas)                                                                                    | 6.000 vinos de cuatro continentes                                                            | Expertos internacionales en vino, catadores profesionales, enólogos, sumilleres, reporteros, escritores y compradores internacionales y comerciantes: un total de 240 expertos de 40 naciones. | Cada vino puede obtener 100 puntos. Una medalla será entregada dependiendo de la puntuación. Hay distintas clases de premios (medalla de plata, medalla de oro y gran medalla de oro). Lo máximo en medallas es el 30% del total de las muestras presentadas | El criterio para juzgar está basado en el modelo sugerido por el OIV OIV International Union of Oenologists (Unión internacional de enólogos). Concursos asociados: Concurso Mundial Argentina, Concurso Mundial Brasil, Concurso Mundial Chile, Concurso Mundial Uruguay, Concurso Mundial de Provence                                                             |
| Vino/Licores y destilados de origen vínico | Concurso Internacional VinoSub30 | Desde 2004 se realizan anualmente ediciones en Argentina, Brasil, España y Uruguay.          | El jurado está conformado por 30 jóvenes de entre 18 y 30 años. Ellos son catadores, enólogos, sumilleres, periodistas, escritores, compradores de vinos y comerciantes.                       | Se utiliza una escala de 100 puntos. Dependiendo de la puntuación, el vino recibirá un premio consistente en medalla de oro (90 a 94,99 puntos) y gran medalla de oro (95 o más puntos). Todos los vinos que alcanzan dichos puntajes son premiados. | El criterio para juzgar se basa en el modelo sugerido por la Organización Internacional de la Viña y el Vino (OIV). |
| Vino/Licores                               | Competencia International Vino & Licor | Productores de vinos licores y bebidas espirituosas                                          | Más de 150 jueces, sumilleres, comerciantes, productores, escritores consultores y otros expertos. Todos los jueces tienen que pasar un examen y su desenvolvimiento es evaluado.              | La competencia está basada en juzgar los factores organolépticos además de análisis químicos. Si se alcanza la puntuación mínima, se otorga un premio en cada categoría evaluada y los productos reciben premio de bronce, plata u oro. Los productos con la mayor puntuación son premiados como “Las mejores de su clase“ y son reevaluados para obtener trofeos nacionales e internacionales.                                                                                        | |
| Vino                                       | Concurso Internacional de Vinos (España) Bacchus                                                                                                | 1.600 vinos participantes                                                                    | Más de 70 catadores seleccionados por la Unión Española de Catadores (U.E.C.) | | |
| Vino                                       | El Concurso internacional de Vinos Archivado el 25 de junio de 2012 en Wayback Machine., Bruselas, (Concours International des Vins, Bruxelles) | productores de vino, agentes, cultivadores, distribuidores, exportadores, importadores, etc. | numerosos enólogos; sumilleres; catadores profesionales; catedráticos y profesores; columnistas y críticos de vino; expertos autorizados.                                                      | cada miembro del jurado cata los productos a ciegas y rellena una hoja decata individual, de acuerdo con el modelo de la OIV y de la UIOE, Unión Internacional de Enólogos. Esta hoja de cata sensorial incluye los parámetros siguientes: vista, olfato, gusto y armonía general del producto. “la suma de todas las medallas concedidas a las muestras que obtengan los mejores resultados no podrá superar el 30% de la suma total de todas las muestras inscritas en el Concurso.” | Esta competición internacional está reconocida por la Unión Europea y se realiza bajo la supervisión de la Dirección General de Aplicación y Mediación, del Servicio Público Federal de Economía. Además, este concurso de vinos de Monde Selection OIV, la Organización Internacional de la Viña y el Vino, y se lleva a cabo cumpliendo estrictamente sus reglas. |
| Cerveza                                    | Australian International Beer Awards | 1074 participantes de 42 países                                                              | Representantes de la industria no menciona cantidades | Aquí no solo el sabor es premiado sino que también la “estética del envase”, la “información del producto” y la “utilidad de envase”. Los premios son oro, plata y bronce, además de otras clases de categorías como compañía, tamaño y otros. | |
| Cerveza                                    | The Brewing Industry International Awards Premio internacional de la industria cervecera                                                        | 752 participantes en 2005, fabricantes de 43 países                                          | Los jueces de 2005: 31 profesionales experimentados fabricantes de 17 países | 9 categorías, 25 clases, cada una con premio de oro, plata y bronce | Desde 1888, más a cerca de la historia aquí. Archivado el 26 de agosto de 2009 en Wayback Machine. |
| Queso                                      | World Cheese Awards ((Premio mundial de quesos))                                                                                                | 2.400 quesos de todo el mundo                                                                | Alrededor de 180 jueces en 30 equipos | Premios:128 oro, 124 plata y 131 bronce en 2005 | |

 Otras competencias de vinos:

International Wine Contest of Brussels

International Wine Challenge

San Francisco International Wine Competition

Los Angeles International Wine & Spirits Competition

Sydney International Wine Competition

Otros concursos de cerveza:

World Beer Awards

European Beer Star

Golden Tap Awards en Wikipedia: Golden Tap Awards

Monde Selection - International Quality Institute

## Premios nacionales/regionales/locales
| Categoría                      | Nombre                | Participantes | Jurado/Jueces                                                                                            | Premio(s) | Más información |
| ------------------------------ | --------------------- | --- | --- | --- | --- |
| Premio Nacional (Irlanda)      | Irish Food Awards     | no especificado | Los jueces son periodistas, chefs, productores y minoristas.                                             | Cada una de las 18 categorías recibe una medalla de oro, una de plata y una de bronce. Además de premios especiales como por ejemplo, Nuevo en la Industria o Gran campeón | |
| Premio Nacional (Gran Bretaña) | British Cheese Awards | En el 2008, 908 quesos de 183 mercados | Expertos de la industria de quesos como compradores, escritores, chefs y críticos                        | Medallas: 51 de oro, 82 de plata, 155 de bronce | Solo pueden participar quesos de Gran Bretaña, queso de vaca, cabra, oveja. Estadísticas aquí (pdf) (enlace roto disponible en Internet Archive; véase el historial, la primera versión y la última). |
| Premio Nacional (España)       | Sabor del Año         | Pueden participar en “Sabor del Año” todos los productos disponibles en el mercado alimentario, exclusivamente los destinados a los consumidores | Cada producto participante es degustado por un grupo de sesenta consumidores según un análisis sensorial | En 2009 se presentaron en más de 70 productos alimentarios | Sabor del Año nació en Francia hace más de 10 años |

 Otros premios nacionales/regionales:
Champion Beer Award Britain

ChefsBest

American Cheese Maker Awards

Swiss Cheese Awards

## Premios internacionales
| Categoría                  | Nombre                                                                        | Participantes | Jurado/Jueces | Premio(s) | Más información |
| -------------------------- | ----------------------------------------------------------------------------- | --- | --- | --- | --- |
| Organización alemana       | DLG-Award                                                                     | Principalmente productos europeos,sobre todo alemanes | Jueces: un panel de expertos, miembros de la industria alimenticia, gubernamentales, servicios de monitoreo de alimentos y académicos | Diferentes categorías de alimentos. Por cada categoría hay un Gran premio, uno de plata y uno de bronce | La sociedad Agrícola (DLG) evalúa 20.000 productos alemanes e europeos cada año. Análisis sensoriales, exanimaciones de laboratorio, y otro tipo de evaluaciones son realizados. |
| Organización Internacional | Superior Taste Award (Premio al Sabor Superior)                               | Productos alimenticios y bebibles de compañías de todos los tamaños de alrededor del mundo | Los jueces son solo chefs o sumilleres de las organizaciones profesionales más reconocidas de Europa, tales como: Maîtres Cuisiniers of France and Belgium, Academy of Culinary Arts, Hellenic Chefs' Association, Académie Culinaire of France, Verband der Köche Deutschlands, Jeunes Restaurateurs d'Europe, Federerazione dei Cuochi Italiana, Portuguese Chefs Association, Årets Kock of Sweden, Euro-Toques y la Association de la Sommellerie Internationale (ASI). | 270 categorías de productos alimenticios y bebidas evaluados por el International Taste & Quality Institute (iTQi). Dependiendo de la puntuación del jurado, los productos reciben el Premio al Sabor Superior (Superior Taste Award) con una, dos, o tres estrellas. Además el iTQi lanza una campaña en los medios y provee a los ganadores con un informe de la evaluación sensorial con sugerencias para mejorar el producto. | En el 2009, el 9 por ciento de los productos evaluados recibió tres estrellas, 37 por ciento recibió dos estrellas, y el 20 por ciento recibió una estrella.                     |
| Organización Internacional | Monde Selection (Instituto Internacional de Selecciones de Calidad), Bruselas | Tipo de empresas: Todos tipos de empresas Tipo de productos: Bebidas espirituosas y licores; cervezas, aguas y refrescos; Productos alimenticios; Productos dietéticos y saludables; Productos cosméticos y artículos de higiene; Productos Tabaqueros | Para la evaluación de todos los productos, Monde Selection puede contar con la colaboración de los mejores expertos belgas, de eminentes expertos, de asesores en nutrición, de profesores universitarios, de ingenieros químicos, etc. Para la evaluación de los productos cosméticos, Monde Selection puede contar de expertos independientes, como científicos, profesores universitarios eingenieros químicos que tienen a evaluar algunos parámetros diferentes.       | Tras las diferentes sesiones de evaluación y cata, se calculará una puntuación media y su producto recibirá una de las 4 Diplomas: de bronce, de plata, de oro o de gran oro. | La Ceremonia de Clausura anual de Monde Selection tiene lugar a finales de mayo – principios de junio en una de las principales ciudades europeas.                               |

 Otros premios internacionales:

Great Taste Award

Monde Selection - International Quality Institute

## Enlaces
Detalles del jurado ej, de The Brewing Industry International Awards Archivado el 26 de agosto de 2009 en Wayback Machine.